# 問答魔法學院
《問答魔法學院》（簡稱：QMA與）是日本科樂美數位娛樂所開發的問答遊戲街機遊戲平台系列，以及依此改編的OVA以及漫畫。
最大的特徵是使用電腦網路與其他玩家連線對戰，測驗的問題每週新增不同的問題。問題的修正以及新增功能都藉由網路來進行。
玩家主要扮演魔法學園的學生，並且回答各式各樣的問題。並藉由淘汰賽獲得晉級到上位階級的機會。

## 概要

### 作品
《問答魔法學院》採用e-AMUSEMENT，容易新增和修正問題、儲存成績等，最多可以十六人參與遊戲，本作品採用觸控式螢幕來取代遊戲搖桿與鍵盤的輸入。
在本條目依照整個遊戲系列來做解說，以下略稱為QMA1、QMA2、QMA3、QMA4、QMA5。
能夠以網路連線作軟體更新動作，以及問題的題庫新增以及修正（題目隨著時間的改變而修正。）較為容易，解決了以往問答遊戲無法修正的缺點。
QMA系列的舞台受到了「哈利·波特」裡魔法學校的影響。玩家為「學生」。QMA設置的遊樂中心賦予分校地位。

### 系列作品

#### 街機平台

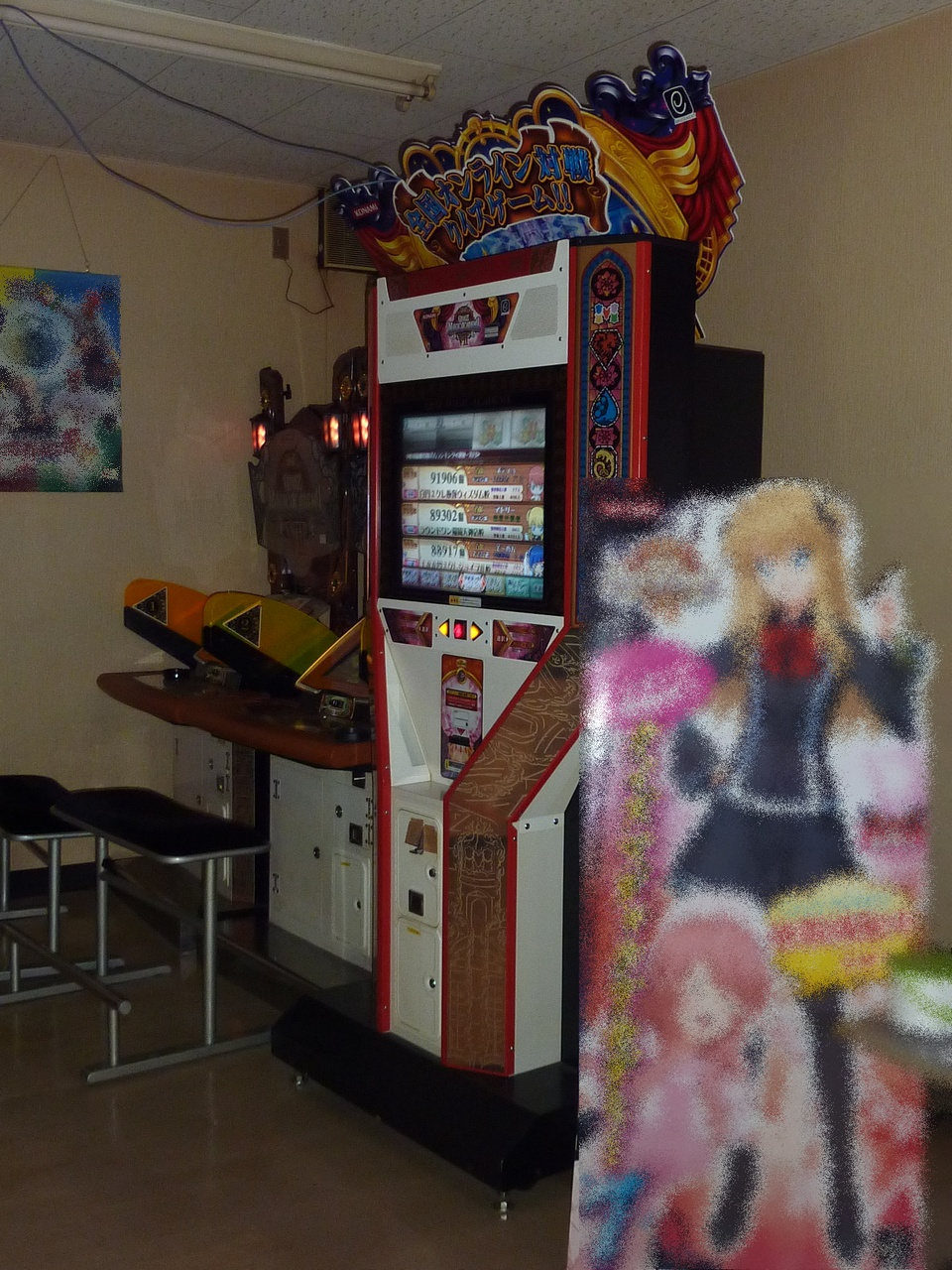
QUIZ MAGIC ACADEMY 7

遊戲內以及官方網站採用Ⅰ、Ⅱ、Ⅲ…等羅馬數字。
QUIZ MAGIC ACADEMY
2003年7月24日設置。最初可以選擇的登場人物只有八位，後來的更新新增了兩位人物。
2003年AOU Amusement·EXPO發表，登場人物與完成品的不相同。
2003年4月至6月開始在池袋、川崎、入谷、大阪實施封閉測試。當時的玩家人物只有四人。
QUIZ MAGIC ACADEMY 2
2004年11月17日設置。階級系統變更為收集勳章的張數取代原有的累計經驗價值的方式。
2004年8月至9月開始在新宿、池袋、大阪、岡山實施封閉測試。
新增玩家人物兩位、教師人物四位，以及現有的人物設計更新。

QUIZ MAGIC ACADEMY 3
2005年12月設置。登錄卡更改使用e-AMUSEMENT PASS。
2005年9月底至10月上旬開始在新宿、秋葉原、池袋、大阪實施封閉測試。採用e-AMUSEMENT PASS來取代原有的e-AMUSEMENT。
新增兩位玩家人物。
人物名稱最多六個字。
新增「一問多回答題」，以及影片題。
QUIZ MAGIC ACADEMY 4
2006年10月開始在池袋、町田、大阪實施封閉測試。
2007年1月24日設置。排行榜與階級系統變更。
QMA4原創e-AMUSEMENT PASS數量限定版發售。
在官方網站的購買部（後述）登場。
新增「連線題（線結びクイズ）」，在作答區加入影片部分。
QUIZ MAGIC ACADEMY 5
2008年2月20日設置。
2007年10月26日至11月4日於日本三處（東京秋葉原、東京池袋、大阪心齋橋）進行封閉測試。
QMA5原創e-AMUSEMENT PASS數量限定版發售。
可繼承QMA4的資料。
對應e-AMUSEMENT PASS。
新增「檢定測驗（検定試験）」
新增教師艾莉莎（エリーザ）。
QUIZ MAGIC ACADEMY 6
2009年3月11日設置。
QMA6原創e-AMUSEMENT PASS數量限定版發售。
2008年10月28日至11月9日於日本池袋與京都（京都從10月31日開始）進行封閉測試。
問題類型變更。
小人物的自定強化。小人物的活動範圍擴大，另一方面登場人物的立繪大幅度減少。
購買部的理愛兒變成玩家角色。
新增皐月老師（サツキ）。
QUIZ MAGIC ACADEMY 7
2010年3月17日設置。
2009年10月27日至11月8日於日本池袋與川崎（秋葉原從10月30日開始測試，同時進行e-AMUSEMENT PASS的電子錢包功能「PASELI」的測試）進行封閉測試。
11月30日至12月6日於大阪與京都進行封閉測試。
QUIZ MAGIC ACADEMY 8
2011年3月29日設置。
QUIZ MAGIC ACADEMY 賢者之門（賢者の扉）
2012年3月15日設置。
QUIZ MAGIC ACADEMY（中文）
2013年5月15日設置，但在2017年4月初證實已全部撤除。
QUIZ MAGIC ACADEMY 天之學舍（天の學舍）
2014年1月23日設置。
新角色為セレスト&ティアル的有翅妖精族角色，但是擔當過場NPC，並不是能選擇的玩家角色
QUIZ MAGIC ACADEMY 曉之鐘（曉の鐘）
2015年3月25日設置。
新角色是擔當錦標賽模式的實況主持人 薇妮。
特點是決賽時如果不幸大敗，輸家會有爆衣特寫。
QUIZ MAGIC ACADEMY 東京魔導書（トーキョーグリモワール）
2016年4月27日設置。
聯賽制度從上作的八人制(預賽8取4→準決賽4取2)變更為九人制(預賽9取6→準決賽6取3)
如果各階段排名為末三位會另外進行順位決定戰(預賽取第七，準決賽取四)，晉級的可繼續比賽。
組別回歸舊作五組制，除石像怪改名成天馬組外，其他組別沒做任何變化。
繼承上作輸家爆衣的要素，也配合學生群制服全更換而有不同的立繪。
QUIZ MAGIC ACADEMY THE WORLD EVOLVE
2017年3月15日設置。
薇妮升格為玩家可選擇的角色，與玩家角色相似的敵方 格林學生(正名為エボルグリム)登場。
承襲TG世界觀，這次舞台為日本各大城市。
遊戲畫面為3D
QUIZ MAGIC ACADEMY MAXIVCORD
2018年4月23日設置。
聯賽最後的1對1卡牌對決為其特色
玩法是4回合以內將對方生命值歸零，如果最後回合結束，系統照雙方剩下的生命值做勝負判斷，若雙方生命值相同則改以剩餘手牌數量多寡來決定勝負。
QUIZ MAGIC ACADEMY 軌跡的交叉(XROSS VOYAGE)
2019年4月22日設置。
既有學生群制服全更換新版制服
爆衣特寫自此版本取消。
QUIZ MAGIC ACADEMY 輝望之刻
2020年8月5日設置。
QUIZ MAGIC ACADEMY 夢幻鏡界
2021年4月13日公開發表新版本&標題。於2021年4月26日設置。
QUIZ MAGIC ACADEMY 黄金的里程碑
於2023年7月24日設置。

#### 行動電話平台
科樂美數位娛樂的手機網站「KONAMI NET」中，販售適用於NTT DoCoMo的i-αppli·au的應用軟體（BREW）《QUIZ MAGIC ACADEMY》。
QUIZ MAGIC ACADEMY mobile
系統根據「QUIZ MAGIC ACADEMY 2」為基準，不包含影片系（特效題等）的題目，參加者八人預選兩次（兩名淘汰），其他的參與者的解答則不會顯示，不同街機版的地方為倒數秒數為20秒。操作方式則是使用手機的按鈕來進行。
QUIZ MAGIC ACADEMY mobile2
2007年2月14日開始服務。
QUIZ MAGIC ACADEMY mobile3
2008年7月16日開始服務。
QUIZ MAGIC ACADEMY mobile4
2010年1月27日開始服務。

#### 手機遊戲
QUIZ MAGIC ACADEMY 失落奇幻元素(ロストファンタリウム)
2018年2月9日開始服務。因營運不佳，於2019年5月30日停止服務。
故事時間為天の學舍後至曉の鐘前的事

#### 家用主機平台
QUIZ MAGIC ACADEMY DS
任天堂DS版。預計新增多人通訊對戰（最多八人）、原創的新模式以及登場人物等等。
於2008年9月12日販售。
預定收錄的題目超過70,000題以上，以及藉由網際網路下載題目。
2008年2月16日、於AOU2008 Amusement·EXPO發表。
QUIZ MAGIC ACADEMY DS 〜二つの時空石〜
任天堂DS版。於2010年2月11日販售。

### 機體
機體由擁有伺服器功能的中央螢幕，以及遊戲玩家所使用的客戶端（中央螢幕一台最多對十六台）所構成。
用戶端的機體使用觸控式螢幕，回答時選擇在畫面所表示的文字來回答。機體在配置時採取面對面設計，看不到別人身姿為主。
在用戶端的作業系統採用了嵌入式系統專用的Windows XP Embedded。在啟動時的畫面顯示「KONAMI Windows XP Embedded」，為了控制觸控式螢幕每台機體都有獨立的BIOS。
在中央螢幕則是採用Windows Server 2003（QMA4），各種動作呼叫「center.exe」程式來進行。從QMA2升級到QMA3時連同遊戲系統基板一同被更換（PC平台）。

## 多媒體的展開

### 漫畫
漫畫版於科樂美所發行的數位雜誌週刊科樂美（週刊コナミ）連載，一共分成兩篇不同的四格漫畫：
第一篇是從2006年8月25日至2007年6月29日連載的四格漫畫《QUIZ MAGIC ACADEMY -目標!大賢者!-（クイズマジックアカデミー -めざせ!大賢者!-）》，作者為，全86話。而第二篇是從2007年7月6日開始連載的全彩四格漫畫《歡迎光臨 QUIZ MAGIC ACADEMY（ようこそクイズマジックアカデミー）》，作者為。

### OVA
科樂美於2008年2月15日至16日於「AOU2008 Amusement·EXPO」公開QUIZ MAGIC ACADEMY即將OVA化。於2008年9月12日發售。

#### 製作人員
- 監督：元永慶太郎
- 劇本：上江洲誠
- 人物設計、作畫監督：平山円、堀井久美
- 編輯：櫻井崇
- 美術監督：前田實
- 色彩設計：日比智惠子
- 攝影監督：今泉秀樹
- 音響監督：蝦名恭範
- 音樂：長谷川智樹
- 動畫製作：ANIME INTERNATIONAL COMPANY（AIC）
- 製作：科樂美數碼娛樂

#### 配音員
- 露琪亞：桑島法子
- 阿珞薇：落合祐里香
- 夏蓉：浅野真澄
- 萊昂：檜山修之
- 克拉拉：田村由香里
- 米蘭妲：石塚さより
- 瑪瓏：水橋香織
- 艾蜜莉亞：高橋智秋
- 賽力歐斯：子安武人
- 瑪拉莉亞：永島由子
- 拉斯克：奥真紀子
- 凱爾：關通利
- 桑德斯：稻田徹
- 莉迪雅：牧島有希
- 法蘭西斯：笹沼晃
- 加魯達：若本規夫
- 羅馬諾夫/解說：郷里大輔

#### 主題曲
片頭曲：『賢者之道』（賢者の道）
作詞：相吉志保、作曲：古賀博樹、編曲：高木洋、歌：露琪亞（桑島法子）
片尾曲：『未來的大家』（未来のみんな）
作詞：相吉志保、作曲：古賀博樹、編曲：高木洋、歌：夏蓉（浅野真澄）

### 書籍
- 去魔法學園吧！～QUIZ MAGIC ACADEMY FAN BOOK～（マジックアカデミーへ行こう!～QUIZ MAGIC ACADEMY FAN BOOK～）ISBN 978-4-86155-116-1

以介紹登場人物和背景等美工繪圖為主。刊載至QMA3為止的插圖與設定資料、未公開的插畫與登場人物的對白，以及聲優的訪談等。刊載了藤枝雅、等漫畫家的漫畫。同時也刊載正式發售的QMA商品，QMA的景品(抓娃娃機的商品)。
- 魔法學園通信 Vol.1（マジックアカデミー通信 Vol.1）ISBN 978-4-86155-170-3

以介紹QMA4的系統介紹、插圖介紹、理愛兒的特輯、後藤邑子以及製作負責人的訪談、投稿插圖的刊載、AOU Amusement·EXPO特別杯紀實，以及過去的QMA系列的介紹特集。封面人物是露琪亞與阿珞薇。刊載了藤枝雅的漫畫，以及在KONAMI NET DX連載的數位漫畫《QUIZ MAGIC ACADEMY -覺醒吧!大賢者!-》至2006年12月為止的連載。
- 魔法學園通信 Vol.2（マジックアカデミー通信 Vol.2）ISBN 978-4-86155-224-3

於「AOU2008 Amusement·EXPO」發表，於2008年6月20日發售。
- 魔法學園通信 DS特輯號（マジックアカデミー通信 DS特集号）

於2008年9月12日發售。
- 魔法學園通信 Vol.3（マジックアカデミー通信 Vol.3）ISBN 9784861552496

於2009年3月26日。

## 參閱

### 遊戲
- Bishi Bashi
- pop'n music

《pop'n music 13 carnival》的新曲，收錄了混合樂曲「魔法學園組曲」（マジックアカデミー組曲）。擔任曲子的登場人物阿珞薇登場，以及艾蜜莉亞老師以人物動作登場。
同時在《pop'n music 15 ADVENTURE》裡pop君變成QMA的學生樣式。pop的顏色與每個學生的頭髮的顏色對應。
- 潛龍諜影：Portable Ops+

穿著阿珞薇造型設計迷彩的強化士兵「QUIZ MAGIC ACADEMY兵」登場。
- 潛龍諜影4：愛國者之槍

科樂美為了宣傳在2008年6月12日發售的戰術類動作遊戲《潛龍諜影4：愛國者之槍》，於2008年5月13日開始在QMA5的特別網頁中以及《潛龍諜影4：愛國者之槍》日文版官方網站分別設置「潛龍諜影檢定（メタルギア検定）」的WEB試玩版，而正式版在同年6月8日實裝。

### 動畫
- 童話槍手小紅帽

由科樂美數位娛樂製作於2006年7月至2007年3月播放的動畫。第5話主角等人去動畫嘉年華參加Cosplay活動時，出現扮演夏蓉的登場人物，沒有任何台詞。

## 外部連結
- QUIZ MAGIC ACADEMY官方網站（页面存档备份，存于）（日語）
  - QUIZ MAGIC ACADEMY 8（页面存档备份，存于）（日語）
  - QUIZ MAGIC ACADEMY DS（页面存档备份，存于）（日語）
  - QUIZ MAGIC ACADEMY mobile3（页面存档备份，存于）（日語）
  - QUIZ MAGIC ACADEMY-夢幻境界官方網站 （页面存档备份，存于）（日語）
  - QUIZ MAGIC ACADEMY-黃金的里程碑官方網站 （页面存档备份，存于）（日語）
- QUIZ MAGIC ACADEMY（页面存档备份，存于）